# Regina Angella
La Regina Angella è un personaggio del cartone animato statunitense She-Ra, la principessa del potere del 1985. È stata doppiata in originale da Erika Scheimer, mentre in Italia da Melina Martello. Nel reboot del 2018 She-Ra e le Principesse Guerriere è stata doppiata in originale da Reshma Shetty, mentre in Italia da Barbara De Bortoli.

## Biografia del personaggio
Anni prima dell'occupazione di Etheria da parte delle orde infernali guidate da Hordak, Angella e Micah erano il re e la regina di Bright Moon, ed avevano una figlia di nome Glimmer. La loro tranquilla vita finì nel momento in cui su Etheria comparve Hordak. Micah partì in guerra, ma si persero le sue tracce, mentre Angella fu catturata durante la presa di Bright Moon. Rimasta sola Glimmer formò la Grande ribellione, sperando di riprendere Bright Moon un giorno e rivedere i propri genitori. Soltanto anni dopo, quando He-Man e She-Ra liberarono la regina, Glimmer poté abbracciare la madre. Tempo dopo verrà ritrovato anche il re Micah.
Angella è dotata di numerosi poteri, derivanti dalla Moonstone, donatagli dai suoi antenati per proteggere Bright Moon. Tuttavia i poteri di Angella sono legati anche alla posizione della luna di Etheria, al punto di essere debolissima durante le eclissi. La regina Angella è in grado di volare con le proprie ali, di produrre dei laser dalle proprie mani, e di creare delle barriere protettive impenetrabili. È inoltre in grado di curare le ferite soltanto utilizzando la luce generata dalle proprie mani. Un altro potere, esclusivo fra i personaggi della serie, è aprire portali dimensionali, in qualunque luogo e in qualunque condizione; altri personaggi in grado di aprire portali hanno difatti delle limitazioni.
In versione originale ha un accento britannico quasi caricaturale.